# Время любви и надежды
«Время любви и надежды» (чеш. Cas lásky a nadeje) — чехословацкий фильм 1976 года режиссёра Станислава Стрнада по роману «Рассвет» Антонина Запотоцкого.

## Сюжет
Тереза, энергичная и амбициозная деревенская девушка недовольна своим подчиненным положением горничной и увольняется с работы у надменной графини. Девушка работает вместе со своей тётей в прачечной. На вечеринке в саду он знакомится с драгунским поручиком Эгоном, который защищая подругу Терезы от пьяного офицера был вызван на дуэль. Тереза ухаживает за раненым Эгоном, и они становятся любовниками, и девушка верит, что он женится на ней, но когда полк переводят в другое место Эгон исчезает.
Тереза выходит замуж за хорошего портного Яна Долейша. Проходит несколько лет. Активная молодая женщина занимается скупкой скльзохпродукции для торговца. Она хочет восстать против постоянного сокращения заработной платы, но сельские женщины, которых она представляет, убеждают её принять любые условия, лишь бы не потерять работу. Старшего сына выгоняют из гимназии за антиклерикальную речь. Семья переезжает в Прагу, где знакомится с Барункой — милой, трудолюбивой девушкой, и они открывают магазин трикотажа на Кампе, продолжая организовывать рабочее движение.

## В ролях
- Эва Худечкова — Тереза Кликова, позже Долейшова
- Ярослав Моучка — портной Ян Долейш, муж Терезы
- Ярослав Саторанский — Ладислав Будечский
- Владимир Шмерал — Маржачек, юрист Долейша
- Мирослав Зоунар — машинист Йозеф Бернашек
- Павла Маршалкова — Верунька, тетя Терезы
- Властимил Бродский — итальянский художник Феррамонти
- Франтишек Гусак — двоюродный брат Вацлав Долейш
- Павел Травничек — поручик принц Эгон Финберк
- Бедржих Прокош — доктор Хлеборад
- Петр Олива — рабочий-активист Йозеф Болеслав
- Ян Теплы — владелец прачечной Антон Даттельцвейг
- Ян Поган — барон Шлейхвиц
- Владимир Главаты — портной Венцеслав Кракора
- Нелли Гайерова — графиня Ностикова
- и другие

## Награды
- 1977 — Премия имени Антонина Запотоцкого — режиссёру фильма Станиславу Стрнаду.